# Merluza en salsa verde

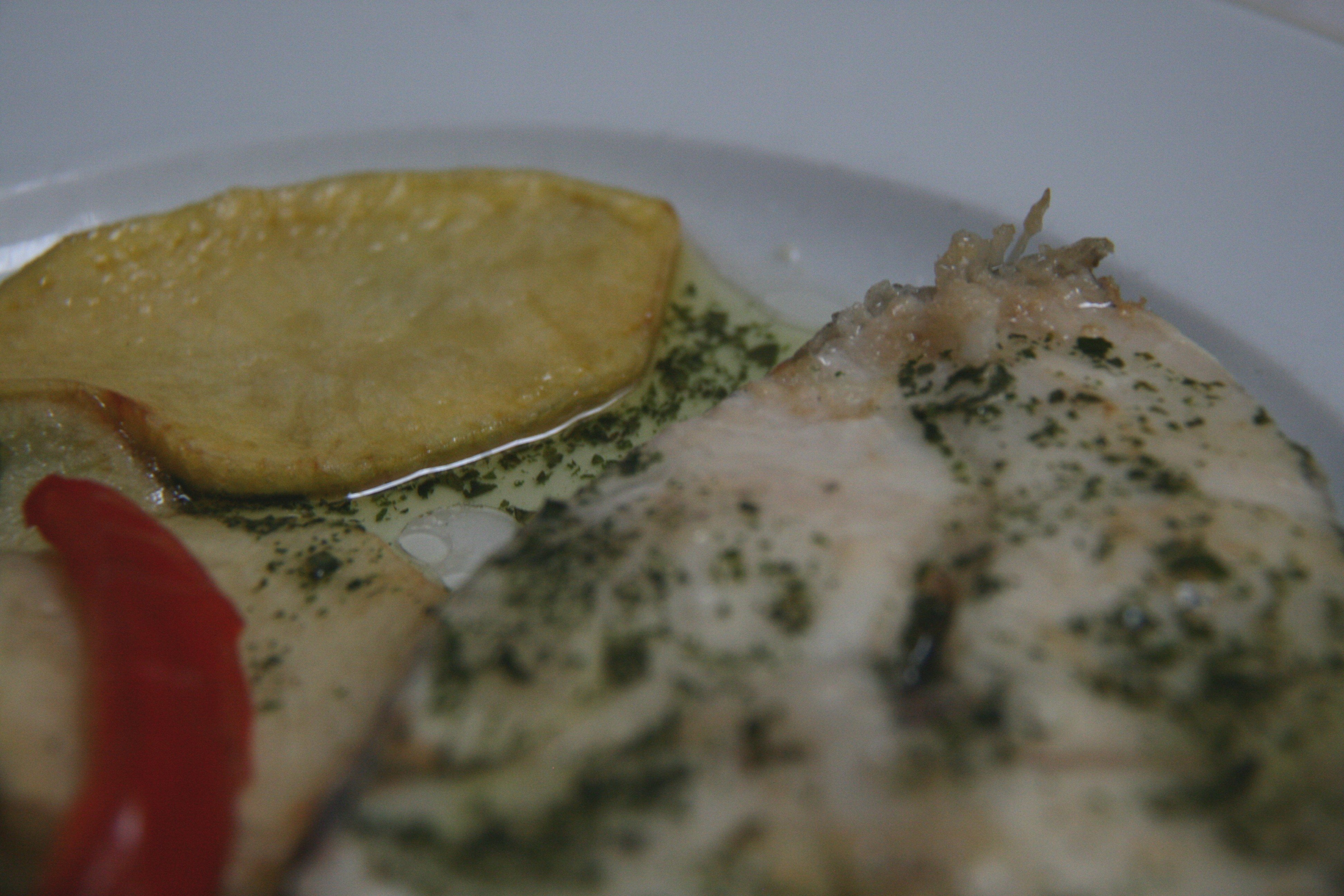
Detalle de una merluza en salsa verde

La merluza en salsa verde (denominada también merluza kosquera o merluza a la vasca) es un plato de la gastronomía española cuyo principal ingrediente es la merluza (Merluccius merluccius) acompañado de una salsa verde y almejas. Suele servirse tradicionalmente en cazuela de barro con un huevo duro picado. Es una receta muy habitual en los menús de día de los restaurantes españoles.

## Características

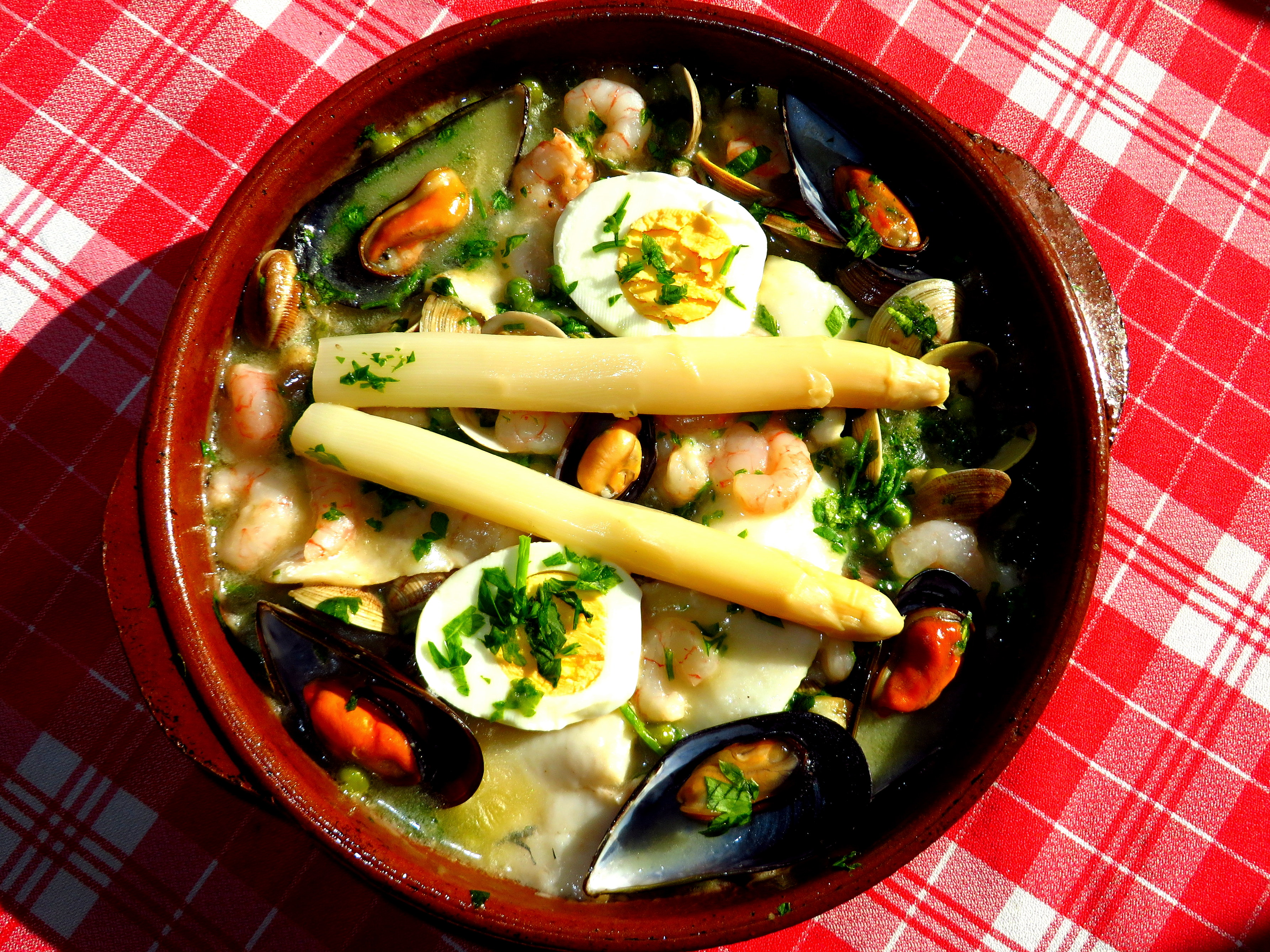
Merluza en salsa verde

Se prepara de tal forma que hay una rodaja de merluza por persona. Las piezas se cuecen en un fumet de pescado. Las almejas se suelen abrir con el vapor de la cocción. La salsa verde se prepara ajo, perejil, aceite de oliva, sal. Al caldo se le suele añadir unos guisantes que refuerzan el color verde. Es habitual también añadir unos espárragos de acompañamiento.